# Qifeng (köping i Kina, Sichuan)
Qifeng (kinesiska: 奇峰镇, 奇峰) är en köping i Kina. Den ligger i provinsen Sichuan, i den sydvästra delen av landet, omkring 220 kilometer sydost om provinshuvudstaden Chengdu. Antalet invånare är 35 734. Befolkningen består av 17 837 kvinnor och 17 897 män. Barn under 15 år utgör 21,0 %, vuxna 15-64 år 64 %, och äldre över 65 år 14,0 %.
Genomsnittlig årsnederbörd är 1 465 millimeter. Den regnigaste månaden är juni, med i genomsnitt 315 mm nederbörd, och den torraste är december, med 20 mm nederbörd.